# Новотроицкое (Долгоруковский район)
Новотро́ицкое — село Веселовского сельского поселения Долгоруковского района Липецкой области.

## География
Село Новотроицкое находится в западной части Долгоруковского района, в 22 км к северо-западу от села Долгоруково. Располагается на берегах реки Олым, при впадении в него небольшого ручья.

## История
Новотроицкое известно с конца XVIII века. До 1930-х годов существовало как два самостоятельных селения: Новотроицкое и Троицкая.
Новотроицкое
В «Списках населённых мест» Орловской губернии 1866 года значится как «владельческое село Новотроицкое (Позняково), при реке Олым», 48 дворов, 616 жителей, церковь православная.
В 1879 году открывается Новотроицкое училище. В документах 1880 года в Новотроицком значится 101 двор, 643 жителя, школа. В 1909 году в Новотроицком открывается медицинский фельдшерский пункт.
В 1926 году в Новотроицком — 183 двора, 1045 жителей. В 1932 году значатся два села: Новотроицкое 1-е, в котором проживет 820 жителей, и Новотроицкое 2-е — 715 жителей.
Название «Позняково» село получило от фамилии владельца отставного генерала, участника русско-турецких войн конца XVIII века Петра Андриановича Познякова, современное «Новотроицкое» — от построенной здесь в конце XVIII — начале XIX века Троицкой церкви.
Троицкая
В «Списках населённых мест» Орловской губернии 1866 года значится как «владельческая деревня Троицкая», в ней 255 жителей. В 1926 году в Троицкой 80 дворов, 408 жителей. В разные годы это селение так же именовалось как «Горняковка» и «Зареченская».
Во время Великой Отечественной войны, 30 ноября 1941 года подразделения 45-й пехотной немецкой дивизии оккупировали Новотроицкое, в тот же день, форсировав реку Олым, гитлеровцы заняли ещё несколько рядом расположенных селений — Весёлую, Николаевку, Русскую Казинку, Сухой Ольшанец. В сельской церкви оккупантами был устроен лагерь для военнопленных. Местным жительницам удалось спасти нескольких плененных солдат, выведя их в женской одежде из лагеря. 10 декабря 1941 года, в ходе Елецкой наступательной операции Красной армии Новотроицкое было освобождено.
До 1920-х годов Новотроицкое относилось к Богато-Платовской волости Елецкого уезда Орловской губернии. С 1928 года село в составе Долгоруковского района Елецкого округа Центрально-Чернозёмной области. После разделения ЦЧО в 1934 году Долгоруковский район вошёл в состав Воронежской, в 1935 — Курской, а в 1939 году — Орловской области. С 6 января 1954 года в составе Долгоруковского района Липецкой области.

## Население
| 2010 |
| ---- |
| 186  |

## Достопримечательности
- Ансамбль церкви Святой Живоначальной Троицы 1815 года.

Строительство храма началось в 1790 годах, на средства владельца села Новотроицкое, генерала Петра Андриановича Познякова. Окончательно возведена церковь была в 1815 году, уже после смерти Познякова.
Здание церкви представляет собой редкий тип бесстолпного храма начала XIX века. Архитектурное убранство его фасадов не имеет себе прямых аналогий. Ансамбль складывается из собственно храма, отдельно стоящей колокольни, поставленной в линию овальной ограды (в настоящее время большей частью утраченной). Кубический объём храма с двумя ярусами света завершается световым барабаном, перекрытым куполом с глухой главкой и прорезанным арочными проемами с двумя колонками малого ордера, несущими архитравную балку. Северный и южный фасады декорированы высокими портиками, которые к настоящему времени частично утрачены. Колокольня выстроена в пять круглых ярусов, увенчанных куполом на двухступенчатом основании и высоким шпилем.

## Улицы
- Генерала Познякова
- Междуречная
- Солнечная
- Ударник
- Хуторская
- Центральная

## Транспорт
Новотроицкое связано с районным центром Долгоруково асфальтированной автодорогой. Пассажирское сообщение осуществляется автобусом, курсирующим по маршруту Долгоруково — Новотроицкое.
Грунтовыми дорогами Новотроицкое связано с деревнями Весёлая, Овечьи Воды, селом Сухой Ольшанец.